# こころの病
こころの病（こころのやまい、簡体字中国語: 谁懂我的心）は、中国にて2008年4月より放送されたテレビドラマ。日本ではMATVムービーアジアにて放送。